# Грађански немири
Грађански немири или грађански нереди представљају широк појам који обично користе власти и снаге реда како би описали једну или више форми нереда које изазивају грађани. Облици грађанских немира могу бити: илегалне параде, ненасилно заузимање јавних простора али и насилни немири и саботаже. Намера немира је да изрази протест против одређеног социо-политичког проблема, али може ескалирати у хаотично стање широких размера, посебно када полиција примењује бруталне мере сузбијања уместо преговора о мирном окончању и/или испуњењу захтева.